# البراكسة الجنوبيين (لبراكسة)
البراكسة الجنوبيين هي إحدى مشيخات المملكة المغربية، تتبع جغرافيا لإقليم خريبكة وإداريًا للبراكسة. يقدر عدد سكانها بـ 2,485 نسمة حسب الإحصاء الرسمي للسكان والسكنى لسنة 2004.